# 4e dynastie van Egypte
De 4e dynastie van het oude Egypte was het begin van het Oude Rijk in (ca.) 2639 v.Chr.
Snofroe was de eerste koning van de 4e Dynastie. Hij bouwde twee piramides in Dasjoer en één in Meidoem. De grote bouwprojecten van de koningen uit de 4e dynastie impliceren grote efficiëntie in de economie en in de organisatie van arbeidskrachten en bouwmateriaal. Tijdens de regering van Snofroe vonden diverse militaire campagnes in Koesj plaats en werd Buhen gesticht als basis voor mijnbouwexpedities en handel met het noorden van Afrika.
De zonnereligie speelde een grote rol in de 4e en 5e dynastie. Piramides waren zonnesymbolen bij uitstek (zij imiteren in steen de stralen van de zon die in een driehoek vanuit de wolken op aarde schijnen), en koningen gingen zich 'zoon van Ra' noemen.
Andere bekende koningen uit de 4e dynastie zijn Choefoe (Cheops), Chefren en Menkaura, de bouwers van de drie grote piramides bij Gizeh. Rondom hun piramides zijn grote groepen mastaba's geplaatst, waarin hoge ambtenaren en andere leden van het koninklijk hof begraven werden.
Tijdens de 4e Dynastie werden enkele van de meest verfijnde sculpturen en reliëfs van het Oude Rijk vervaardigd. Qua materiële cultuur vormt de 4e dynastie dan ook het hoogtepunt van het Oude Rijk.

## Galerij

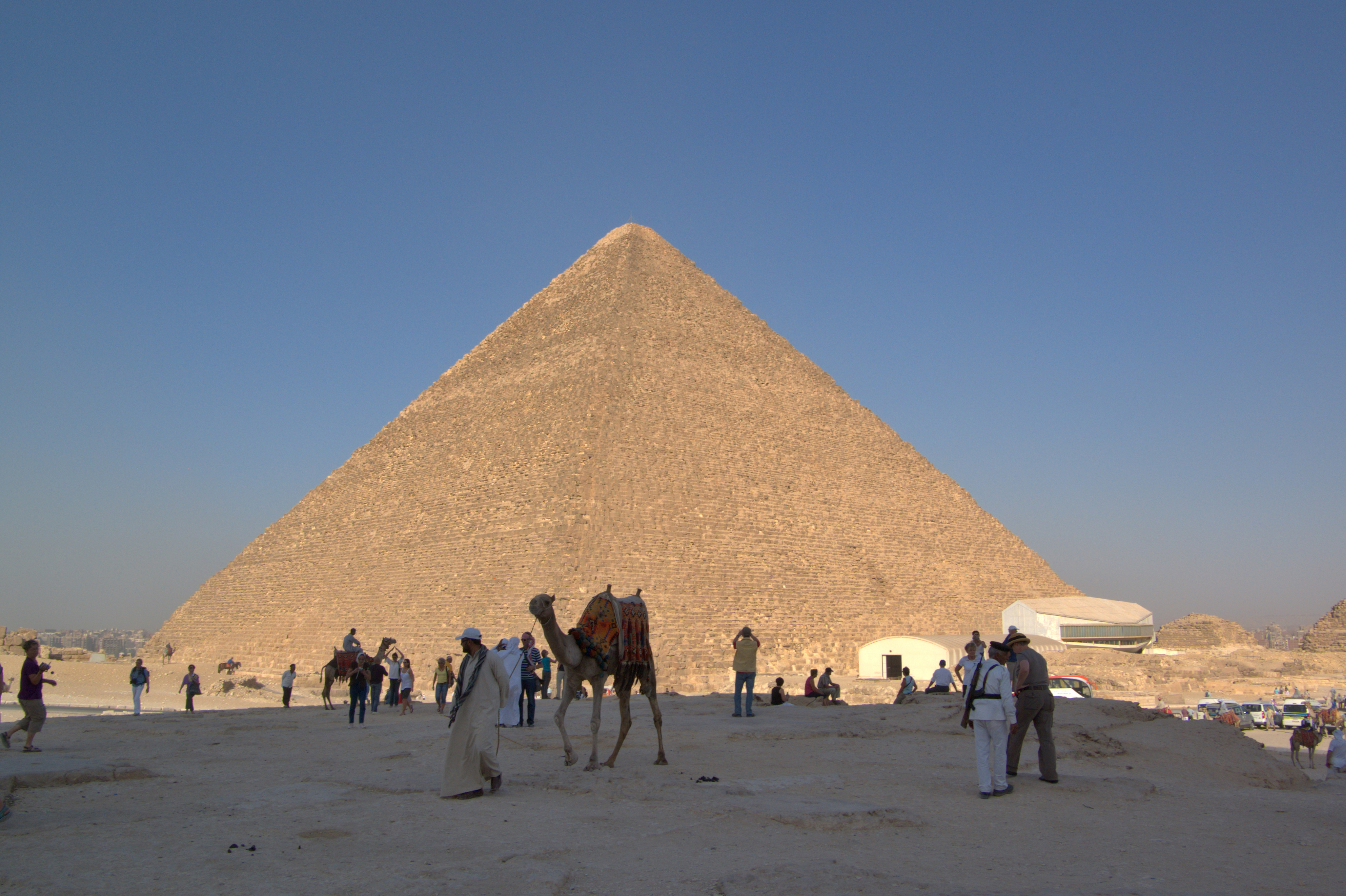
De piramide van Cheops